# William W. Eaton

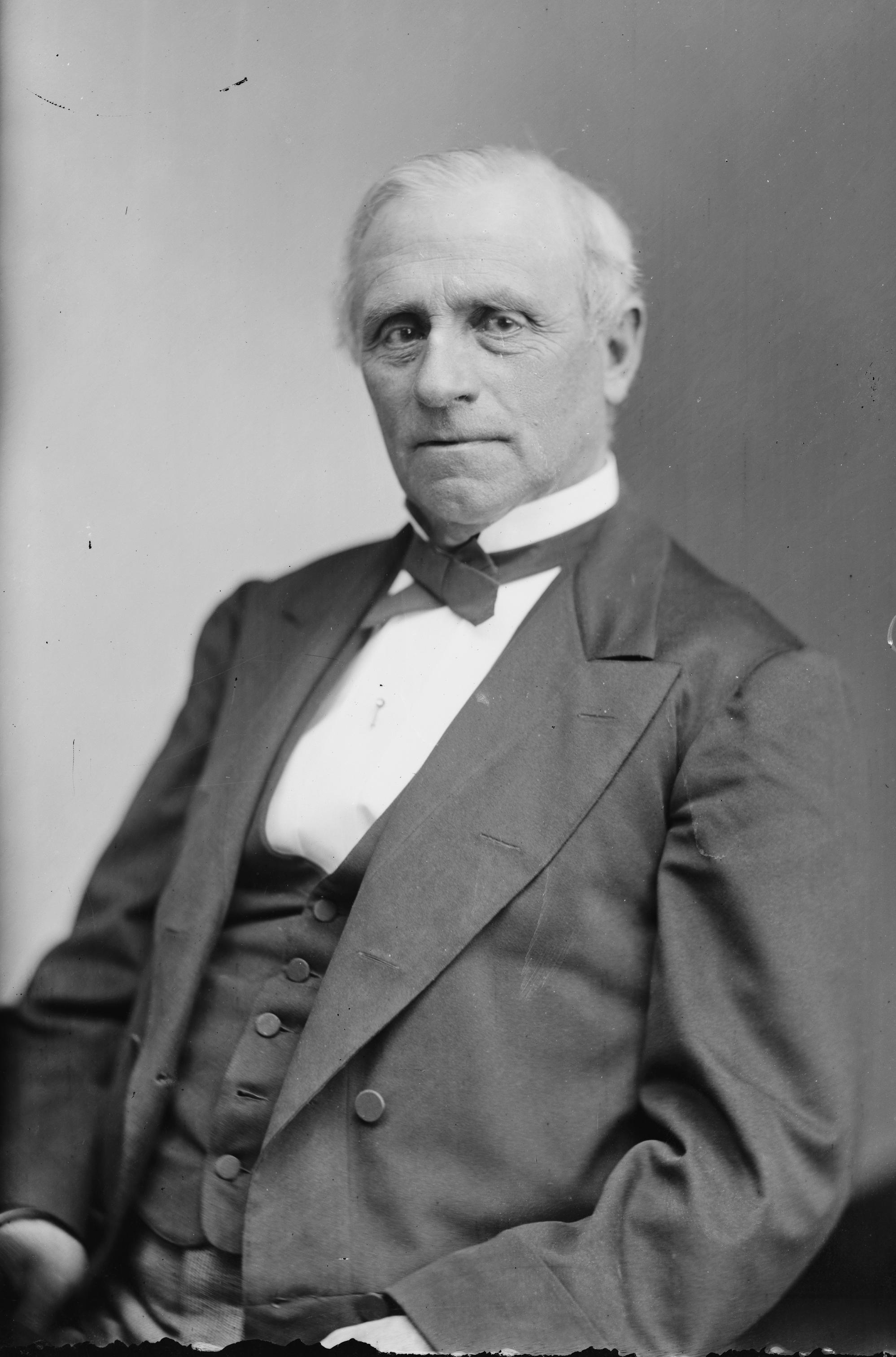
William W. Eaton

William Wallace Eaton, född 11 oktober 1816, död 21 september 1898, var en amerikansk politiker och ledamot av USA:s senat och USA:s representanthus från Connecticut. 

## Tidigt liv
Eaton föddes i Tolland, Connecticut. Han gick i allmänna skolor och fick även privat undervisning. Därefter flyttade han till Columbia, South Carolina, för att ägna sig åt affärer. Han återvände till Tolland, studerade juridik och antogs till advokatsamfundet 1837, varpå han började arbeta som advokat. Han var tjänsteman i domstolarna i Tolland County 1846 och 1847.

## Tidiga politiska uppdrag och juristkarriär
Eaton var ledamot av Connecticuts representanthus 1847-1848, 1853, 1863, 1868, 1870-1871 och 1873-1874. Han var talman 1853 och 1873, och var ledamot av Connecticuts senat 1859.
År 1851 hade han flyttat till Hartford, där han var tjänsteman i domstolarna för Hartford County 1851 och 1854. Han var också stadsjurist i Hartford 1857 och 1858. Eaton kandiderade utan framgång för Demokraterna till USA:s senat 1860. Han var domare och ordförande för stadens domstol i Hartford 1863 och 1864 samt från 1867 till 1872.

## Kongressen och senare år
Eaton utsågs som demokrat till USA:s senat för att fylla vakansen orsakad av att William A. Buckingham hade avlidit och tjänstgjorde från den 5 februari 1875. Han valdes om till en hel mandatperiod som började den 4 mars 1875 och tjänstgjorde till den 3 mars 1881. Under två år av tiden i senaten var han ordförande för utrikesutskottet.
Eaton valdes också på hösten 1882 för Demokraterna till USA:s representanthus och tjänstgjorde en mandatperiod, från den 4 mars 1883 till den 3 mars 1885. Han kandiderade till omval 1884, men förlorade.
Efter tiden i representanthuset återupptog Eaton advokatyrket. Han avled i Hartford 1898 och begravdes på Spring Grove Cemetery.